# Robert Wade (scénariste)
Pour les articles homonymes, voir Robert Wade.
Robert Wade est un scénariste et producteur américain né à San Diego en décembre 1962. Depuis 1999, il participe à la saga James Bond.

## Filmographie
Scénariste
- 1991 : L'Âge de vivre, de Peter Medak
- 1999 : Guns 1748, de Jake Scott
- 1999 : Le monde ne suffit pas, de Michael Apted
- 2002 : Meurs un autre jour, de Lee Tamahori
- 2003 : Johnny English, de Peter Howitt
- 2004 : Return to Sender, de Bille August
- 2005 : Stoned de Stephen Woolley
- 2006 : Casino Royale, de Martin Campbell
- 2008 : Quantum of Solace, de Marc Forster
- 2012 : Skyfall, de Sam Mendes
- 2015 : 007 Spectre, de Sam Mendes (réécritures)
- 2021 : Mourir peut attendre de Cary Joji Fukunaga (histoire)

Producteur
- 2004 : Return to Sender, de Bille August